# Cristiano Mirarchi
Cristiano Mirarchi (Róma, 1991. július 11. –) világliga ezüstérmes olasz válogatott vízilabdázó, a Sport Management játékosa bekk poszton.

## Sportpályafutása
Az olasz fővárosban született 1991. július 11-én. Apja, Maurizio, visszavonult labdarúgó, valamint vízilabdaedző. Szülővárosában nőtt fel. A Racing Roma együttesénél játszotta első felnőtt bajnoki mérkőzését. A felnőtt válogatottban 2009-ben mutatkozott be. 2010-ben az Egyesült Államokba ment tanulmányai folytatása végett, viszont továbbra is vízilabdázott. 4 éven át a Kaliforniai Egyetemen tanult, s az egyetem csapatában, a UCLA Bruins-ban. 2014-ben hazatért Olaszországba, s a Cristiano Ciocchetti által irányított Roma Vis Novához szerződött. 2015-ben a Sport Management együtteséhez igazolt.

## Eredmények

### Válogatottal
- Világliga: Ezüstérmes (Ruza, 2017)
- Világbajnokság: 6. hely (Budapest, 2017)